# VIA C3 mikroprocesszorok listája
A
VIA Technologies C3 mikroprocesszora egy ötödik generációs CPU, amely az asztali és mobil piacokat célozta.

## Asztali processzorok

### C3

#### „Samuel 2” (150 nm)
- Minden modell támogatja: MMX, 3DNow!, LongHaul
- Az FPU a magsebesség 50%-án fut

| Modellszám | Órajel  | L2 gyorsítótár | Front-side bus | szorzó | Feszültség | TDP     | Foglalat   | Megjelenés        | Azonosító |
| ---------- | ------- | -------------- | -------------- | ------ | ---------- | ------- | ---------- | ----------------- | --------- |
| C3 667     | 667 MHz | 64 KiB         | 133 MHz        | 5×     | 1,6 V      | 2,5 W   | Socket 370 | 2001              |           |
| C3 733     | 733 MHz | 64 KiB         | 133 MHz        | 5,5×   | 1,6 V      | 10,35 W | Socket 370 | 2001. március 25. |           |
| C3 750     | 750 MHz | 64 KiB         | 100 MHz        | 7,5×   | 1,6 V      | 10,59 W | Socket 370 | 2001. május 28.   |           |
| C3 800     | 800 MHz | 64 KiB         | 100 MHz        | 8×     | 1,6 V      | 11,3 W  | Socket 370 | 2001              |           |
| C3 800     | 800 MHz | 64 KiB         | 133 MHz        | 6×     | 1,6 V      | 13 W    | EBGA       |                   |           |

#### „Ezra” / „Ezra-T” (130 nm)
- Minden modell támogatja: MMX, 3DNow!, LongHaul
- Az FPU a magsebesség 50%-án fut

| Modellszám | Órajel   | L2 gyorsítótár | Front-side bus | szorzó | Feszültség | TDP   | Foglalat   | Megjelenés           | Azonosító |
| ---------- | -------- | -------------- | -------------- | ------ | ---------- | ----- | ---------- | -------------------- | --------- |
| C3 800     | 800 MHz  | 64 KiB         | 100 MHz        | 8×     | 1,35 V     |       | Socket 370 | 2001. június 5.      |           |
| C3 800     | 800 MHz  | 64 KiB         | 133 MHz        | 6×     | 1,35 V     | 8,3 W | Socket 370 | 2001. június 5.      |           |
| C3 800T    | 800 MHz  | 64 KiB         | 133 MHz        | 6×     | 1,35 V     |       | Socket 370 |                      |           |
| C3 850     | 850 MHz  | 64 KiB         | 100 MHz        | 8.5×   | 1,35 V     | 9 W   | Socket 370 | 2001                 |           |
| C3 866     | 866 MHz  | 64 KiB         | 133 MHz        | 6.5×   | 1,35 V     | 9,2 W | Socket 370 | 2001. szeptember 11. |           |
| C3 866T    | 866 MHz  | 64 KiB         | 133 MHz        | 6.5×   | 1,35 V     | 9,2 W | Socket 370 | 2001. szeptember 11. |           |
| C3 900     | 900 MHz  | 64 KiB         | 100 MHz        | 9×     | 1,35 V     | 9,4 W | Socket 370 | 2001                 |           |
| C3 933T    | 933 MHz  | 64 KiB         | 133 MHz        | 7×     | 1,35 V     | 10 W  | Socket 370 | 2001. december 19.   |           |
| C3 1.0A    | 1000 MHz | 64 KiB         | 100 MHz        | 10.0×  | 1,45 V     | ~10W  | Socket 370 | Unknown              |           |
| C3 1.0     | 1000 MHz | 64 KiB         | 133 MHz        | 7.5×   | 1,35 V     |       | Socket 370 | 2002. június 3.      |           |

#### „Nehemiah” (130 nm)
- Minden modell támogatja: MMX, SSE, VIA PadLock (AES, RNG), LongHaul

| Modellszám | Órajel   | L2 gyorsítótár | Front-side bus | szorzó | Feszültség | TDP  | Foglalat   | Megjelenés       | Azonosító |
| ---------- | -------- | -------------- | -------------- | ------ | ---------- | ---- | ---------- | ---------------- | --------- |
| C3 1.0A    | 1000 MHz | 64 KiB         | 133 MHz        | 7.5×   | 1,4 V      | 15 W | Socket 370 | 2003. január 22. |           |
| C3 1.0B    | 1000 MHz | 64 KiB         | 133 MHz        | 7.5×   | 1,45 V     | 15 W | EBGA       | 2003. január 22. |           |
| C3 1.1A    | 1133 MHz | 64 KiB         | 133 MHz        | 8.5×   | 1,4 V      | 16 W | Socket 370 |                  |           |
| C3 1.1B    | 1133 MHz | 64 KiB         | 133 MHz        | 8.5×   | 1,45 V     | 16 W | EBGA       |                  |           |
| C3 1.2A    | 1200 MHz | 64 KiB         | 133 MHz        | 9×     | 1,45 V     | 17 W | Socket 370 |                  |           |
| C3 1.2B    | 1200 MHz | 64 KiB         | 133 MHz        | 9×     | ?          | 17 W | EBGA       |                  |           |
| C3 1.2C    | 1200 MHz | 64 KiB         | 200 MHz        | 6×     | ?          | 17 W | EBGA       |                  |           |
| C3 1.3A    | 1333 MHz | 64 KiB         | 133 MHz        | 10×    | 1,4 V      | 19 W | Socket 370 |                  |           |
| C3 1.3B    | 1333 MHz | 64 KiB         | 133 MHz        | 10×    | ?          | 19 W | EBGA       |                  |           |
| C3 1.3C    | 1300 MHz | 64 KiB         | 200 MHz        | 6.5×   | ?          | 19 W | EBGA       |                  |           |
| C3 1.4A    | 1400 MHz | 64 KiB         | 133 MHz        | 10.5×  | 1,4 V      | 21 W | Socket 370 |                  |           |
| C3 1.4B    | 1400 MHz | 64 KiB         | 133 MHz        | 10.5×  | ?          | 21 W | EBGA       |                  |           |
| C3 1.4C    | 1400 MHz | 64 KiB         | 200 MHz        | 7×     | ?          | 21 W | EBGA       |                  |           |

## Mobil processzorok

### C3-M

#### „Ezra” / „Ezra-T” (130 nm)
- Minden modell támogatja: MMX, 3DNow!, LongHaul
- Az FPU a magsebesség 50%-án fut

| Modellszám | Órajel  | L2 gyorsítótár | Front-side bus | szorzó | Feszültség | TDP | Foglalat | Megjelenés        | Azonosító |
| ---------- | ------- | -------------- | -------------- | ------ | ---------- | --- | -------- | ----------------- | --------- |
| C3-M 933   | 933 MHz | 64 KiB         | 133 MHz        | 7×     | 1,35 V     |     | mFCPGA   | 2002. március 14. |           |

#### „Nehemiah” (130 nm)
- Minden modell támogatja: MMX, SSE, VIA PadLock (AES, RNG)
- VIA PowerSaver támogatás

| Modellszám | Órajel   | L2 gyorsítótár | Front-side bus | szorzó | Feszültség | TDP  | Foglalat | Megjelenés      | Azonosító |
| ---------- | -------- | -------------- | -------------- | ------ | ---------- | ---- | -------- | --------------- | --------- |
| C3-M 1.0B  | 1000 MHz | 64 KiB         | 133 MHz        | 7.5×   | 1,25 V     | 11 W | EBGA     | 2003. július 8. |           |
| C3-M 1.1B  | 1133 MHz | 64 KiB         | 133 MHz        | 8.5×   | 1,25 V     | 12 W | EBGA     |                 |           |
| C3-M 1.2B  | 1200 MHz | 64 KiB         | 133 MHz        | 9×     | 1,25 V     | 12 W | EBGA     |                 |           |
| C3-M 1.2C  | 1200 MHz | 64 KiB         | 200 MHz        | 6×     | 1,45 V     | 12 W | EBGA     |                 |           |
| C3-M 1.3B  | 1333 MHz | 64 KiB         | 133 MHz        | 10×    | 1,45 V     | 18 W | EBGA     |                 |           |
| C3-M 1.3C  | 1300 MHz | 64 KiB         | 200 MHz        | 6.5×   | 1,45 V     | 18 W | EBGA     |                 |           |
| C3-M 1.4B  | 1400 MHz | 64 KiB         | 133 MHz        | 10.5×  | 1,45 V     | 19 W | EBGA     |                 |           |
| C3-M 1.4C  | 1400 MHz | 64 KiB         | 200 MHz        | 7×     | 1,45 V     | 19 W | EBGA     |                 |           |

## Fordítás
Ez a szócikk részben vagy egészben  a   List of VIA C3 microprocessors című angol Wikipédia-szócikk ezen változatának fordításán alapul.  Az eredeti cikk szerkesztőit annak laptörténete sorolja fel. Ez a jelzés csupán a megfogalmazás eredetét és a szerzői jogokat jelzi, nem szolgál a cikkben szereplő információk forrásmegjelöléseként.